# Du vänder ditt ansikte till mig
Du vänder ditt ansikte till mig är en svensk psalm med text skriven 1991 av prästen Christina Lövestam och musik komponerad samma år av pastorn Jan Mattsson i Equmeniakyrkan. Texten bygger på Fjärde Moseboken 6:24-26, Psaltaren 131:2 och Jesaja 66:11.
Text och melodi är upphovsrättsligt skyddade.

## Publicerad i
- Psalmer i 90-talet som nummer 835 under rubriken "Välsignelsen".[1]
- Verbums psalmbokstillägg 2003 som nummer 763 under rubriken "Att leva av tro: Bönen".[1]
- Psalmer och Sånger 1987 som nummer 831 under rubriken "Att leva av tro - Förtröstan - trygghet".[2]
- Sång i Guds värld Tillägg till Svensk psalmbok för den evangelisk-lutherska kyrkan i Finland 2015 som nummer 910 under rubriken "Tvivel och tillit".
- Ung psalm som nummer 65.[1]
- Hela familjens psalmbok 2013 som nummer 26 under rubriken "Gud tycker om oss".[3]